# Ball de Varetes de Forcall
El Ball de Varetes es una tradición del Forcall (los Puertos) que forma parte de las fiestas de San Víctor y de la Consolación, patrones del pueblo. Se considera una de las muixerangues tradicionales del País Valenciano.
Las torres humanas de Forcall son un fenómeno anterior al baile de  "varetes", que tomó el relevo de la torre de un baile predecesor más antiguo por motivos inciertos. En Forcall cuentan con nueve danzas activas diferentes, aunque ha habido muchas más en el pasado. El baile de nombres, que se constata a la hora de referirse a las danzas locales, ha hecho complicada la tarea de distinguir unas de otras y entender si eran evoluciones o bailes diferentes. El historiador de Forcall, Ximo Segura, reconoce que los nombres de las danzas han cambiado en los últimos 40 o 60 años. Parece que había otra danza local de mayor antigüedad que también finalizaba con una torre. Encontramos documentadas tres maneras de referirse: "Negrets", "Arquets" y Baile de la torre.

## Participantes
Los santos patrones del Forcall son San Víctor y la Consolación, y sus fiestas se celebraban en septiembre. Por consideraciones prácticas, ya que muchos forcallanos viven fuera del pueblo, y sólo vuelven en verano, se trasladaron al domingo y el lunes del penúltimo fin de semana de agosto, por lo que los jóvenes estudiantes pueden participar.
Las chicas y los chicos se clasifican en grupos de edad, participando en diferentes bailes y actividades. Hasta los seis años, son agricultores o agricultoras. Sólo practican el paso, que es el mismo para todas las edades. Los "llauradorets" van vestidos de época. Los "varetes" tienen entre siete y diez años, y llevan unos bastoncillos parecidos a los bailes de bastones de otros pueblos. Les "varetes" son cuatro de color rojo y cuatro de azules. Entre los once y los dieciséis años, los participantes pasan a ser "arquets". Llevan "arquets "como los bailes de "cercolets". Los "arquets" los decoran los bailarines a su gusto. Pasados los dieciséis años, las chicas pasan a ser gitanas y los chicos, danzantes.
Los llauradores, "varetes" y "arquets" llevan los mismos paso y ritmo, aunque realizan figuras diferentes. Esto permite que un mismo grupo de dulzaina y tabalet toque para los tres grupos. Los danzantes llevan un ritmo más rápido, por lo que necesitan de otro grupo de dulzaineros.
Los "varetes" y "arquets" eran tradicionalmente varones. Las chicas han sido admitidas a principios del siglo XXI.En la danza de los"arquets" sobre los años 80.El papel de danzantes (chicos) y gitanas (chicas) están segregados por sexo.

## Ball de Varetes
Hay ocho bailarines, cuatro con varillas rojas y cuatro azules. Van vestidos con camisa blanca, chaleco (cuatro de azul con ribetes rojos y cuatro de rojo con ribetes azules), pantalón azul hasta las rodillas, y calcetines con unas vetas pegadas por encima. Llevan unos zapatos azules con suela de goma, pero tradicionalmente calzaban alpargatas -de las que las vetas de los calcetines son un recuerdo.
Los "varetes" forman dos filas de cuatro, cada color a un lado. Los que llevan bastones rojos pegan y los que llevan azules paran los golpes, haciendo diferentes figuras.

## Torres y otros elementos acrobáticos
Cuando las danzas llegan a la plaza, los "varetes" hacen una torre de tres pisos. El primer piso lo componen cinco o seis bailarines; el segundo, tres; y un solo hace el tercero. La torre se forma haciendo piña por parte de los otros danzantes, pero sin música. Cuando llega arriba el participante del tercer piso, el tabalet y la dulzaina hacen una llamada de atención. Entonces se lee la loa -siempre la misma y en castellano- y luego se vitorea San Víctor o la Consolación, dependiendo del día. Si la torre cae antes de la loa, hay que repetirla.
Tras desmontar la torre, cuatro "varetes" se sientan en los hombros de cuatro compañeros. Hacen un saludo, de la mañana a las autoridades, de la tarde al santo. Es una especie de paseo de "gegantets".